# Cantón de Juniville
El cantón de Juniville era una división administrativa francesa, que estaba situada en el departamento de Ardenas y la región de Champaña-Ardenas.

## Composición
El cantón estaba formado por trece comunas:
- Alincourt
- Annelles
- Aussonce
- Bignicourt
- Juniville
- La Neuville-en-Tourne-à-Fuy
- Le Châtelet-sur-Retourne
- Ménil-Annelles
- Ménil-Lépinois
- Neuflize
- Perthes
- Tagnon
- Ville-sur-Retourne

## Supresión del cantón de Juniville
En aplicación del Decreto n.º 2014-203 de 21 de febrero de 2014, el cantón de Juniville fue suprimido el 22 de marzo de 2015 y sus 13 comunas pasaron a formar parte del nuevo cantón de Château-Porcien.